# Stipa barrancaensis
Stipa barrancaensis là một loài thực vật có hoa trong họ Hòa thảo. Loài này được F.A.Roig miêu tả khoa học đầu tiên năm 1964 publ. 1966.